# Alchemilla spectabilior
Alchemilla spectabilior är en rosväxtart som beskrevs av S. Fröhner. Alchemilla spectabilior ingår i släktet daggkåpor, och familjen rosväxter. Inga underarter finns listade i Catalogue of Life.